# 有声後部歯茎摩擦音
有声後部歯茎摩擦音（ゆうせい こうぶしけい まさつおん）は子音のひとつ。舌を後部歯茎に接近させて調音される有声の摩擦音。国際音声記号では[ʒ]と表記される。
記号はラテン文字のエッジュの小文字に由来する。

## 特徴
- 気流の起こし手 - 肺臓気流機構によって生じる呼気。
- 発声 - 声帯の振動を伴う有声音。
- 調音
  - 調音部位 - 舌端と歯茎後部による後部歯茎音。
  - 調音方法
    - 口腔内の気流 - 舌の中央を気流が通る中線音
    - 調音器官の接近度 - 隙間を作って空気が通りにくくし、そこに気流を通すことで生じる摩擦音。
    - 口蓋帆の位置 - 口蓋帆を持ち上げて鼻腔への通路を塞いだ口音。

## 言語例
- 日本語 - 母音の後の「ジ」等。「ン」の後や文頭の「ジ」では有声歯茎硬口蓋破擦音 d͡ʑ を用いることが多い。
- 印欧語族
  - 英語 - vision の s
  - ドイツ語 - Garage の g
  - オランダ語 - garage の g
  - チェコ語 - ž
  - リトアニア語 - ž
  - ハンガリー語 - zs
  - フランス語、オック語、カタルーニャ語、ポルトガル語 - 「j」や「g」。
- グルジア語 - ჟ